# Застава Гронингена
Застава провинције Гронинген је усвојена 1950. године и представља комбинацију грбова града Гронингена и Омеландена. Црвена, бела и плава боја потичу од грба Омеландена, док бела и зелена потичу од грба града. Боје града су у средишту заставе да би нагласиле централну локацију града у провинцији.